# منطقه ادال
منطقه ادال در سومالی است که در middle shebelle واقع شده‌است.